# Lanceoppia ewingi
Lanceoppia ewingi är en kvalsterart som beskrevs av Hammer 1968. Lanceoppia ewingi ingår i släktet Lanceoppia och familjen Oppiidae. Inga underarter finns listade i Catalogue of Life.